# Bill King
William Donald Aelian "Bill" King, DSO & Bar, DSC (23 de junio de 1910 - 21 de septiembre de 2012) fue un comandante, oficial retirado de la marina británica, navegante y autor de libros. Él fue la primera persona de mayor edad en navegar en solitario y sin hacer escalas alrededor del mundo en la regata Sunday Times Golden Globe Race, y fue el último sobreviviente del comando submarino de la Segunda Guerra Mundial al momento de su muerte.

## Biografía
William Donald Aelian King nació el 23 de junio de 1910, hijo de William Albert de Courcy King y de Georgina Marie MacKenzie. Su abuelo fue William King, presidente de Mineralogía y Geología en la Universidad Nacional de Irlanda, Galway. Fue ingresado al colegio cuando abrió sus puertas en 1849. El abuelo de King fue el primero en argumentar que los neandertales eran una especie separada de los humanos modernos.
El padre de King, William Albert de Courcy King, había nacido en 1875. Se casó con Georgina Marie, hija de un "Mr. D. F. MacKenzie, de Collingwood Grange, Camberley, Surrey" en junio de 1908. De Courcy King asistió al Real Academia Militar de Woolwich, y luego a la Escuela de Ingeniería Militar, de Chatham. Él recibió su comisión como segundo teniente en la Royal Engineers en 1894.
King murió el 21 de septiembre de 2012. En el momento de su muerte, era el más viejo del grupo de Comando de Submarinos de la Segunda Guerra Mundial.

## Obras publicadas
- 1958: The Stick and the Stars. (Hutchinson).
- 1969: Capsize. (Nautical Publishing
- 1975: Adventure in Depth.(Putnam Publishing).
- 1983: Dive and Attack. Revises and updates The Stick and the Stars, describes author's experiences during World War II. (W. Kimber/ Hutchinson)
- 1989: The Wheeling Stars : A Guide for Lone Sailors. Boston, London: Faber & Faber.
- 1997: Kamikaze: the Wind of God (Minerva Press)